# بولي (أغنية)
«بولي» (بالإنجليزية:  Polly)‏ هي أغنية لفرقة الروك الأمريكية نيرفانا. وهي الأغنية السادسة من ألبوم الفرقة نيفرمايند الذي صدر عام 1991.

## التاريخ
بالعودة لعام 1988 على الأقل، كانت كل من «بولي» و«حول فتاة» من أوائل الأغاني التي سعى فيها كيرت كوبين لكتابة أغاني.